# 帕拉納西托鎮

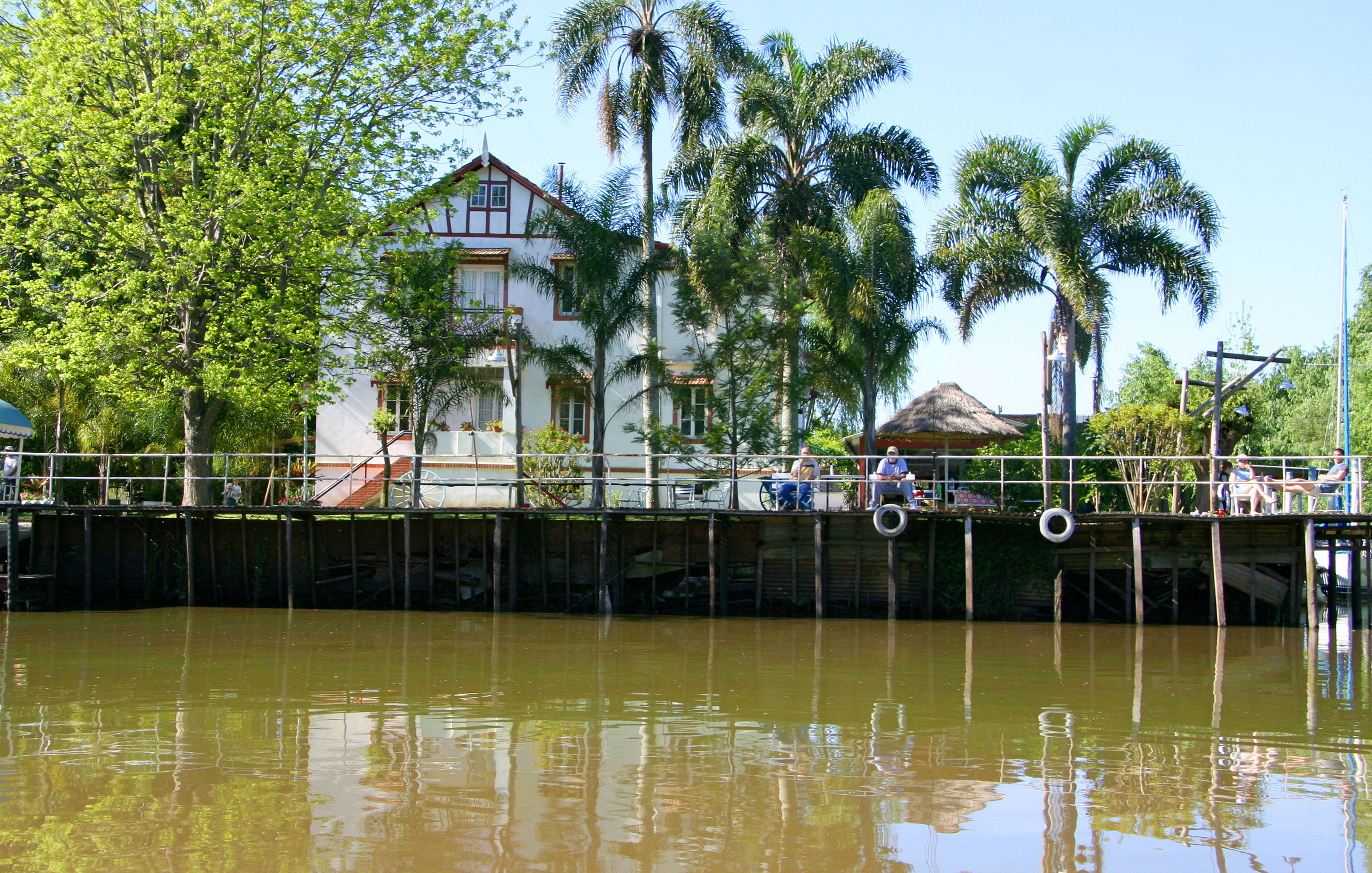
帕拉納西托鎮

33°42′S 58°41′W / 33.700°S 58.683°W
帕拉納西托鎮（西班牙語：Villa Paranacito），是阿根廷的城鎮，位於該國東北部恩特雷里奧斯省，是伊維奎群島縣的首府，距離布宜諾斯艾利斯182公里，始建於1982年10月28日，海拔高度5米，2010年人口4,215。